# Notosaria nigricans
Notosaria nigricans är en armfotingsart som först beskrevs av Sowerby 1846.  Notosaria nigricans ingår i släktet Notosaria och familjen Notosariidae. Inga underarter finns listade i Catalogue of Life.